# Chamaesaracha texensis
Chamaesaracha texensis är en potatisväxtart som beskrevs av James Solberg Henrickson. Chamaesaracha texensis ingår i släktet Chamaesaracha och familjen potatisväxter. Inga underarter finns listade i Catalogue of Life.